# KK Škrljevo
KK Škrljevo je hrvatski košarkaški klub iz Škrljeva. Utakmice igra u Čavlima.

## Vanjske poveznice
- Službena stranica
- Facebook
- HKS
- Eurobasket
- Crosarka  Arhivirana inačica izvorne stranice od 28. svibnja 2016. (Wayback Machine)
- Crosport